# Multidentorhodacarus minutocorpus
Multidentorhodacarus minutocorpus är en spindeldjursart som först beskrevs av Wolfgang Karg 1998.  Multidentorhodacarus minutocorpus ingår i släktet Multidentorhodacarus och familjen Rhodacaridae. Inga underarter finns listade i Catalogue of Life.